# Nancy Farley Woodová
Nancy Farley „Nan“ Woodová, nepřechýleně Wood (12. července 1903 La Monte, Missouri – 19. března 2003 Baroda, Michigan), byla americká fyzička a podnikatelka, členka projektu Manhattan. 
Byla celoživotní feministkou a zastáncem hnutí za osvobození žen, přičemž byla zakládající členka Chicagské národní organizace pro ženy. Jako podnikatelka a majitelka společnosti byla během druhé světové války přijata do projektu Manhattan, v němž navrhla, vyvinula a vyrobila vlastní řadu detektorů ionizujícího záření.

## Životopis
Wood se narodila jako Nancy Lee Farley na farmě v roce 1903 v La Monte v Missouri. Byla jedinou dcerou Daniela Lee Farleyho a Minervy Jane Ross a kromě tří vlastních bratrů měla ještě dva nevlastní a nevlastní sestru.
Nejprve chodila do jednotřídky v Green Ridge v Missouri, později se rodina přestěhovala do centrální části Missouri, aby mohla studovat vysokou školu. Vystudovala Warrensburg Teacher's College a začala vyučovat na střední škole matematiku a fyziku. Později ve studiu pokračovala na Chicagské univerzitě a v roce 1927 získala magisterský titul v oboru vzdělávání. V roce 1928 se provdala za Johna Curtise Wooda s nímž měla 6 děti, z nichž se 5 dožilo dospělosti.

### Druhá světová válka a projekt Manhattan
Během druhé světové války v Chicagu vyučovala matematickou analýzu pro americké námořnictvo. Později ke konci války byla přijata do projektu Manhattan, kde pracovala v oddělení přístrojů v metalurgické laboratoři na Chicagské univerzitě. Společně s Johnem Alexanderem Simpsonem navrhla a vyvinula různé detektory ionizujícího záření.

### N. Wood Counter Laboratory
V roce 1949 založila vlastní firmu jménem N. Wood Counter Laboratory. Úmyslně v názvu nepoužila své křestní jméno, čímž nebylo patrné, že společnost vede žena. Společnost sídlila v Chicagu a zabývala se vývojem, výrobou a prodejem detektorů gama záření a neutronového záření. Zákaznickou základnu tvořily výzkumné laboratoře a univerzity zabývající se vývojem mírového využití jaderné energie. Společnost N. Wood Counter Laboratory zůstala na trhu přes 50 let a vyráběla různé detektory neutronů, Geiger-Muellerovy počítače, měřiče gama záření a průtoku plynu. V březnu 1994 společnost prodala své dceři Marjory Wood Crawford.
V roce 1957, během Mezinárodního geofyzikálního roku, byly detektory neutronů společnosti N. Wood model G-15-34A (Simpsonovy počítače) využity ke sběru dat po celém světě. Neutronové detektory a gama detektory její společnosti využívala NASA k provozu svých satelitů.   
Nancy Wood zemřela 19. března 2003 ve věku 99 let v domě svého syna Williama. Nancy Farley Wood, její manžel John Curtis Wood a jejich dcera Shirley June Wood, která zemřela ve věku dvou let jsou pohřbeni na hřbitově v Green Ridge, ve státě Missouri.